# Saint-Sylvain (Calvados)
Saint-Sylvain település Franciaországban, Calvados megyében. Lakosainak száma 1454 fő (2022. január 1.). Saint-Sylvain Le Bû-sur-Rouvres, Cauvicourt, Soignolles és Valambray községekkel határos.

## Népesség
A település népessége az elmúlt években az alábbi módon változott:
| Lakosok száma | 642  | 838  | 850  | 1210 | 1397 | 1428 | 1435 | 1428 | 1445 | 1454 |
|               | 1968 | 1982 | 1990 | 2006 | 2013 | 2015 | 2017 | 2019 | 2020 | 2022 |